# Ripley Corp
Pour les articles homonymes, voir Ripley.
Ripley Corp est une entreprise chilienne fondée en 1956, et faisant partie de l'IPSA, le principal indice boursier de la bourse de Santiago du Chili. Les métiers de Ripley vont de la grande distribution à l'immobilier en passant par le crédit et les services bancaires.